# Дуб черешчатий (Гадяч, центральна районна лікарня)
Дуб чере́шчатий  — ботанічна пам'ятка природи місцевого значення в Україні. Розташована в межах міста Гадяч Полтавської області, на території центральної районної лікарні (вул. Лохвицька). 
Площа 0,05 га. Статус надано згідно з рішенням облвиконкому № 74 від 17.04.1992 року. Перебуває віданні: Гадяцька центральна районна лікарня. 
Статус надано для збереження одного екземпляра вікового дуба віком понад 70 років. Обхват дерева на висоті 1,3 м. у 2016 році становив 275 см., к 2021 році - 285 см.

## Галерея

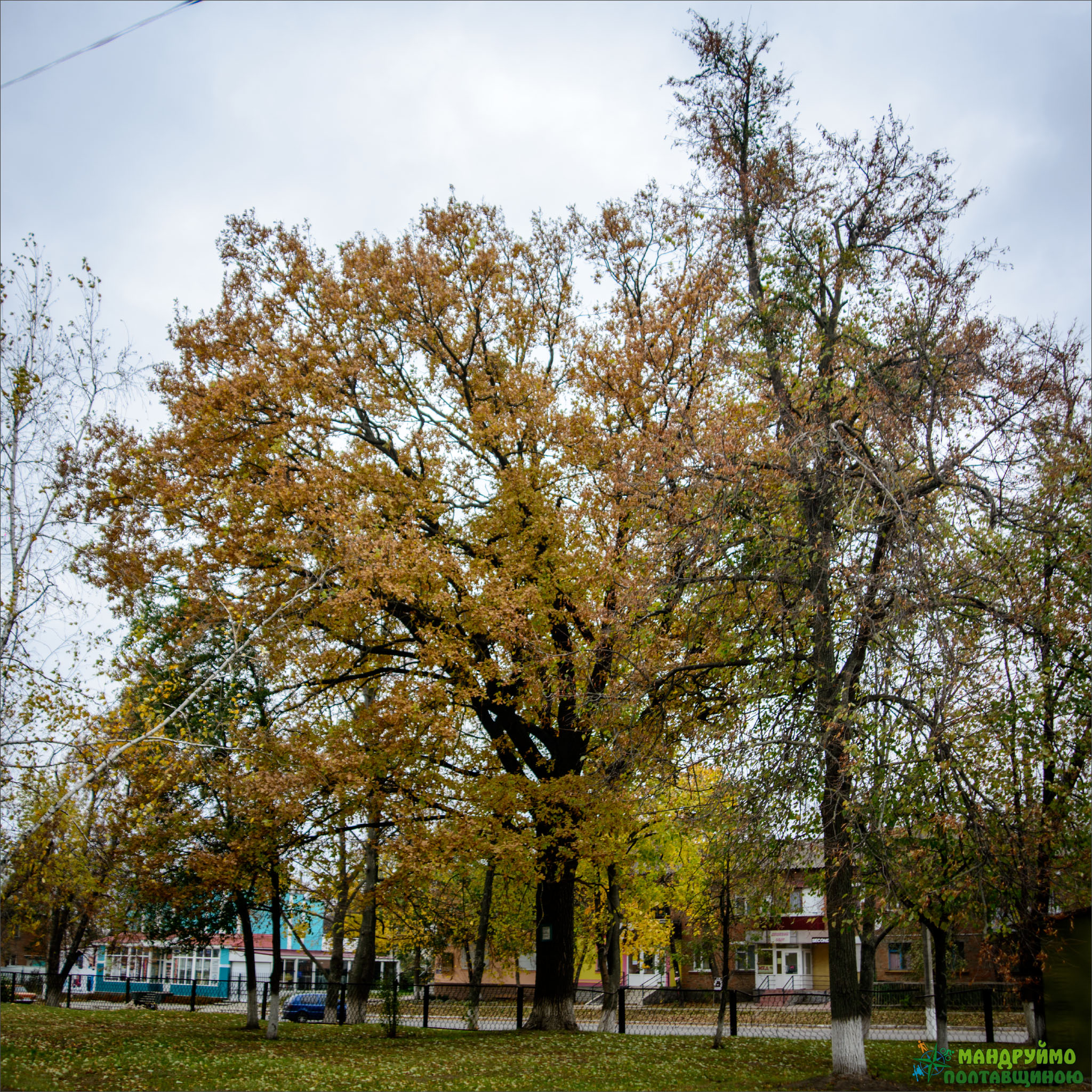
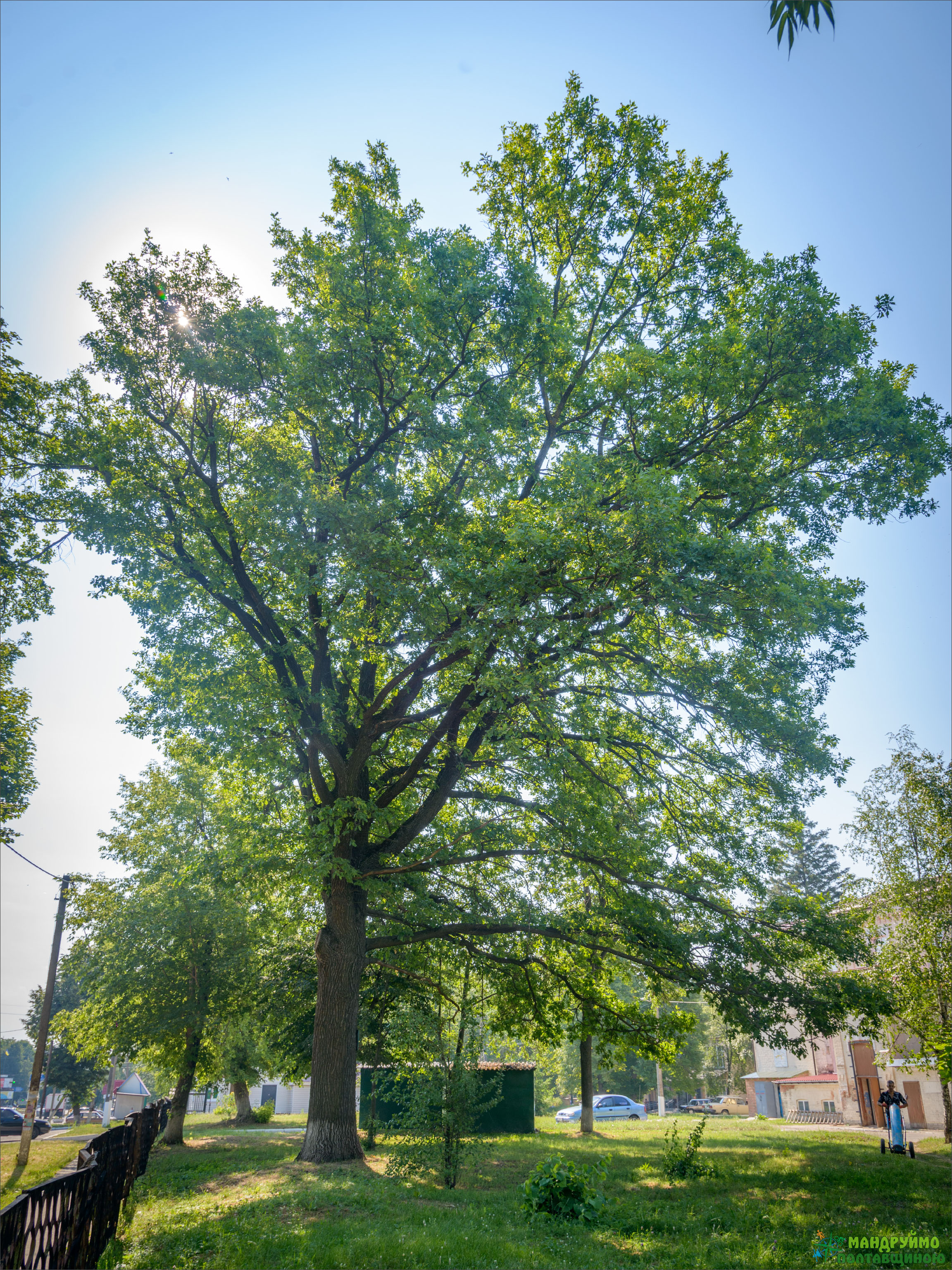